# Campeonato Sul-Americano de Voleibol Feminino de 1981
O 14º Campeonato Sul-Americano de Voleibol Feminino foi realizado no ano de 1981 em Santo André, Brasil.

## Tabela Final
| Posição | Equipe    |
| ------- | --------- |
|         | Brasil    |
|         | Peru      |
|         | Argentina |
| 4       | Paraguai  |
| 5       | Chile     |
| 6       | Uruguai   |

## Premiação
| Campeonato Sul-Americano de Voleibol Feminino de 1981 |
| border.                                               |
| ----------------------------------------------------- |
| Brasil (7º título)                                    |